# Алашехир
Алашехир (тур. Alaşehir) — город и район Эгейского региона Турции в восточной части ила Маниса.

## География
Алашехир находится в долине реки Гедиз у подножия гор Боздаг. В одном из минеральных источников — популярная в Турции вода. За пределами Турции известен сушеным виноградом сорта Султана.

## История
Город под названием Филадельфия (др.-греч. Φιλαδέλφεια «братская любовь») был основан в 159 году до н. э. царём Пергама Атталом II Филадельфом (159—138 до н. э.) в знак любви к своему брату Евмену II, которого он сменил на троне.
Не имевший наследника Аттал III Филометр, последний из правителей-атталидов Пергамского царства, завещал своё царство своим римским союзникам, когда умер в 133 году до н. э. В 129 году до н. э. Рим создал провинцию Азия, соединив Ионию с бывшим Пергамским царством.
С 133 год до н. э. город принадлежал Римской империи, а после падения Рима (476 год) стал частью Восточной Римской империи (Византия).

### Средние века
Город вплоть до турецкого завоевания носил название Филадельфия лидийская. Раннехристианская церковь Филадельфии фигурирует в Откровении Иоанна Богослова как одна из семи церквей Апокалипсиса.
Каталонская кампания помогла снять первую турецкую осаду Филадельфии в 1304 году. 
Турки Гермияна осадили город вновь в 1310 году. Архиепископ Феолипт Филадельфийский взял на себя раздачу провианта голодающим жителям. В обмен на выплату ежегодной дани туркам Якуба Алишера блокада была им снята после долгих переговоров, но связь с остальной территорией сжимающейся Византии была утрачена навсегда и город превратился в фактически независимый греческий эксклав в океане тюркских владений.
Затем уже местные греки отбили очередную турецкую осаду 1327 года. После этого греческая власть в городе сохранилась как дань нейтралитету на стыке границ курдско-турецкого эмирата Гермиян со столицей в Кютахье, а также тюркских эмиратов Сарухан (Магнесия) и Айдын (Эфес).
Во второй половине XIV века Филадельфия сохраняла статус независимого города, находившегося под влиянием госпитальеров Родоса.
Известно что и в 1330-х годах город продолжал чеканить свою монету. Филадельфия была последней Византийской твердыней во внутренней Малой Азии. В 1390 году Филадельфия была после долгого сопротивления взята войсками султана Баязида I и вспомогательными силами византийского императора Мануила II Палеолога. Византийский летописец Лаоник Халкокондил назвал этот факт позорным. После этого Филадельфию переименовали в Алашехир. В том же году османы oвладели бейликами Айдын, Сарухан и Ментеше.
Вести о том что Мануил II Палеолог служит Баязиду в качестве вассала и выступает против своих же соплеменников (пусть и против своей воли) достигли Москвы в том же 1392 году. В ответ Василий I направил в Константинополь в 1393 году гневное письмо.
Через 12 лет город был кратковременно захвачен Тимуром, который построил стену из трупов своих пленников. В 1402 году город был отвоеван султаном Мурадом II.
Во время второй греко-турецкой войны город оккупирован войсками Греции с 1919 по 1922 год.
Жившие здесь греки были вынуждены бежать и создали в Греции город Неа-Филаделфия (Новую Филадельфию).
Сохранились остатки византийской церкви.

## Знаменитые уроженцы
- Эврен, Кенан (1917—2015) — президент Турции с 12 сентября 1980 года по 9 ноября 1989 года.
- Козакчиоглу, Хайри (1938—2013) — турецкий политик.